# Mixis
En la antigua Grecia se definía como Mixis a una de las partes por medio de la cual el compositor aprendía a combinar los sonidos y a distribuir las géneros y los modos
Arístides distinguía tres pasos para las composiciones, la Lepsis que se refería a la elección del rango de notas, la Mixis y por último la Chresis que se refería a la ornamentación de la melodía.